# Davide Lanzafame
Davide Lanzafame (Turim, 9 de fevereiro de 1987) é um futebolista italiano que atua como ala. Atualmente, defende o Ferencvárosi.

## Carreira
Lanzafame foi revelado nas categorias de base da Juventus, fazendo sua estreia profissional em 3 de maio de 2007, contra o Bari, substituindo Marcelo Zalayeta aos 78 minutos de partida. Na temporada seguinte, foi emprestado ao Bari, onde atuou sob o comando do treinador Antonio Conte, como atacante e ala.
Na janela de transferências de verão da temporada seguinte, após o fim do empréstimo ao Bari, o Palermo comprou cinquenta por cento dos seus direitos, pagando dois milhões e meio. Após disputar a primeira metade da temporada pelo clube da Sicília, foi emprestado novamente ao Bari, para disputar o restante da Serie B.
Após voltar do Bari, a Juventus e o Palermo renovaram seu contrato e, foi emprestado novamente, agora, ao Parma, para a disputa da temporada 2009-10. Após desempenhar uma boa temporada no Parma, a Juventus, jutamente com o Palermo, anunciaram que Lanzafame defenderia a Juventus na temporada seguinte.
Após pouco atuar durante seu retorno à Juventus (nove partidas), foi emprestado durante a temporada ao Brescia, onde disputou treze partidas. Ao término da temporada, retornou ao Palermo, no entanto, não permaneceu. Como tinha terminado a copropriedade com a Juventus, o Palermo vendeu cinquenta por cento de seus direitos ao Catania, seguindo para o clube em 10 de agosto de 2012, tendo sido também envolvido no negócio, indo na direção oposta, o argentino Matías Silvestre.